# Kär och galen (TV-program)
Kär och galen var ett TV-program i TV4, producerad av MTV Produktion som visades under perioden 13 februari 1993-25 juni 1995. Programmet leddes av Lotta Engberg, som i Lotta & Anders Engbergs orkester också framförde vinjetten "Kär och galen". I programmet tävlade tre stycken par mot varandra där deras teatrala förmåga och hur väl de kände varandra sattes på prov. Det par som vann fick chansen att gifta sig med varandra i TV. Programmet sändes åren 1993-1995 och var en av TV4:s största succéer men lades ändå sedermera ned. Under 2011 sändes en nytappning av programmet, då i Kanal 5 med Sofia Wistam som programledare. Där deltog två par i varje program mot tre i den äldre versionen av programmet.
Ett liknande program i Norge hette "Ja, vi elsker" och leddes av Elisabeth Andreassen under hösten 1995 i norska TV3.  Första förlagan till programmet kom från Nederländerna.